# 宝永二ツ宝丁銀
宝永二ツ宝丁銀（ほうえいふたつほうちょうぎん/ほうえいふたつたからちょうぎん）とは、宝永3年7月9日（1706年8月16日）から鋳造開始・通用した丁銀の一種。秤量貨幣である。通用に関する御触れはこれ以前の同6月18日（1706年7月27日）に出された。宝字丁銀（ほうじちょうぎん/ほうのじちょうぎん）と呼ばれ、また宝永丁銀（ほうえいちょうぎん）といえば通常は宝永二ツ宝丁銀を指すが、宝永丁銀は宝永永字丁銀、宝永三ツ宝丁銀および宝永四ツ宝丁銀も含めて総称として用いられる場合もある。
また宝永二ツ宝丁銀および宝永二ツ宝豆板銀を総称して二ツ宝銀（ふたつほうぎん）あるいは宝字銀（ほうじぎん/ほうのじぎん）と呼び、また宝永銀（ほうえいぎん）といえばこの二ツ宝銀を指すことが多い。

## 概要
表面には「（大黒像）」および「寳」の文字および両端に二箇所の「宝」字の極印が打たれ「常是」の極印は無い。また、「大黒像」極印を12箇所打った祝儀用の十二面大黒丁銀が存在する。

## 略史
元禄8年（1695年）の元禄金銀吹替えの際、小判の金含有率の引き下げ率に対し、丁銀の銀含有率の引き下げ率が小幅であったため銀相場が高騰し、元禄13年（1700年）の市場における相場は金一両 = 銀四十八匁前後であった。江戸の物価高騰につながる銀高を是正する目的で幕府は、元禄13年11月8日（1700年12月17日）に、銀相場是正の目的から小判と丁銀との両替に関する御定相場を金一両＝銀六十目に改正したが、市場相場は重力にも例えられるように強い力で動き権力者の命令に従うようなものではなかった。更なる銀安誘導の策として、勘定奉行である荻原重秀の建議により宝永3年7月9日に丁銀の吹替えが行われた。また明暦3年（1657年）の明暦の大火の復興事業により幕府の蓄財が目減りしていたのに加え、元禄16年11月23日（1703年12月31日）に関東を襲った元禄地震・火事などに伴い、元禄金銀による出目（改鋳利益）も消尽し、財政再建のための更なる貨幣吹替えによる出目が必要であった。
これより先の元禄15年8月15日（1702年9月6日）、銀座の大黒常是こと五代大黒長左衛門常栄は銀座人の一人関久右衛門の奸計から荻原重秀により罷免され、包役の関久右衛門が銀座の長を代行することとなった。大黒長左衛門常栄が吹替えに消極的であったためとする説もある。このため宝永期の丁銀には「常是」の極印がない。かくして鋳造されたのが宝永二ツ宝丁銀である。この宝永二ツ宝丁銀は江戸京橋の銀座においてのみ吹立てられた。
宝永3年6月18日（1706年7月27日）に出された宝永銀通用に関する御触れは以下の通りであった。
- 一、近年銀払底之由其聞へ之レ有、通用不自由に相見得候に付、銀吹直し被ニ仰付一候間、吹直し候銀段段世間へ可ニ相渡一候條、有来銀と新銀同事に相心得、不レ残吹直し候迄は、古銀・新銀入交遣方受取渡両替共無レ滞可レ致ニ通用一候、上納銀も可レ為ニ同前一之事。
- 一、新銀令ニ出来一銀座より出レ之。世間之古銀と可ニ引替一候、其節銀之員数を増し可ニ相渡一候間、両替屋其外何商売にても勝手次第、役所へ持参引替可レ申候事。
- 一、銀引替之儀町人手前より引替に成候間、武家方其外相対にて町人へ渡し引替可レ申候事。附古銀貯置不レ申、段々引替可レ申事。右之趣国々所々に至る迄、此旨可レ存者也。
- 宝永三年戌六月十八日

二ツ宝銀の発行につき旧銀貨との引換に対する増歩は、元禄銀に対し宝永3年7月（1706年）より6年2月（1709年）までは1.5%、6年3月より5月は2.5%、6年6月中は3.5%、6年7月より7年2月（1710年）は6%と順次引き揚げられた。一方、取引に対しては市中にある品位のより高い慶長銀および元禄銀もすべて無差別通用との触書が出された。しかし、このような場合良質の旧銀は退蔵されて流通市場から姿を消すのが常であり、実際には銀品位毎の差別通用となり翌宝永4年（1707年）の肥後米1石の相場は以下のようになった。
- 代宝ノ字銀（二ツ宝銀）にて、120目より150目
- 代慶長銀にて、75匁より93匁
- 代元字銀にて、93匁より117匁

さらにこの悪銀の流通促進、および各藩に蓄蔵された良質の旧銀を放出させるため宝永4年10月13日（1707年11月6日）には諸国における札遣いを停止し、発行元に50日以内に正銀（丁銀）に引き替える御触れを出した。しかし、例えば紀伊田辺藩においては銀札一貫目は正銀二百匁に替えると布告される始末であった（『田辺旧事記』）。
- 一、金銀銭札遣ひ之処も有レ之候間、札遣無之所通用為不レ宜候條、向後札遣ひ停止之事に候間、其所々へ申遣し、相達候日より五十日を限り、相止め可レ被レ申候事。

人参貿易において幕府は対馬藩に対し宝永銀での貿易を命じたが、品位の低下した銀は、朝鮮側に受取を拒否され、慶長銀と同品位の人参代往古銀の鋳造に踏み切らざるを得なかった。新井白石は、この経過を国辱として受け止め金銀の改悪鋳には極めて批判的であった。
その後、宝永4年10月4日（1707年10月28日）に五畿七道に亘って大揺れとなった宝永の大地震、富士山の大噴火などの災害が重なり、加えて宝永の大火伴う内裏焼失による皇居造営などの出費のため幕府の財政はますます困窮した。そこで荻原重秀は将軍の承諾を取り付けることなく、短期間の間に出目（改鋳利益）獲得の目的のため独断専行で銀座と結託し、相次いで丁銀の吹替えを行った。これが後の永字銀、三ツ宝銀および四ツ宝銀であった。
正徳4年8月2日（1714年9月10日）に良質の正徳銀が鋳造された後も暫く元禄銀・永字銀・三ツ宝銀・四ツ宝銀等と混在流通の状態は続き、漸く享保7年末（1723年2月4日）に元禄銀・永字銀・三ツ宝銀、および四ツ宝銀と共に通用停止となった。

## 宝永二ツ宝豆板銀
宝永二ツ宝豆板銀（ほうえいふたつほうまめいたぎん）は宝永二ツ宝丁銀と同品位の豆板銀で、「寳」文字および「宝」字を中心に抱える大黒像の周囲に小さい「宝」字が廻り配列された極印のもの「廻り宝」を基本とし、また「宝」字が集合した「群宝」、大文字の「宝」字極印である「大字宝」などが存在する。いずれの「宝」字極印も玉の上部がウ冠まで突き抜けていないことを特徴とする。

## 二ツ宝銀の品位
『旧貨幣表』によれば、規定品位は銀50%（四割五分引ケ）、銅50%である。
| 銀銅 |

明治時代、造幣局により江戸時代の貨幣の分析が行われた。古賀による二ツ宝銀の分析値は以下の通りである。
- 金0.12%
- 銀50.70%
- 雑49.18%

雑分はほとんどが銅であるが、少量の鉛などを含む。

## 二ツ宝銀の鋳造量
『吹塵録』および『月堂見聞集』によれば丁銀および豆板銀の合計で278,130貫余（約1,037トン）である。
公儀灰吹銀および回収された旧銀から丁銀を吹きたてる場合の銀座の収入である分一銀（ぶいちぎん）は二ツ宝銀では鋳造高の7%と設定され、また吹替えにより幕府が得た出目（改鋳利益）は37,318貫余であった。